# Jaume Sirisi i Escoda
Jaume Sirisi i Escoda (Pratdip, 11 d'agost del 1921 – Barcelona, 6 d'abril del 1999) va ser sacerdot, organista i compositor.

## Biografia
Fou ordenat sacerdot el 24 de juny del 1945. Va ser de professor de música als seminaris de Tortosa i Saragossa, i mestre de capella de les catedrals de Tortosa (1945), de Saragossa (1958) i de Barcelona (11 de gener del 1964-1991). Als anys seixanta i setanta portà el santuari de Sant Josep de la Muntanya, compaginant-lo amb la direcció de la capellania de la Seu barcelonina. Posteriorment visqué jubilat a Pratdip, i morí en un hospital barceloní. Era canonge honorari de la Catedral de Barcelona.
Va ser compositor de música diversa i és notable el seu poema La Suda de Tortosa. Gran defensor del cant gregorià, publicà, per compte propi, diversos volums de la litúrgia de les hores en estil gregorià.
El seu germà Jesús Sirisi i Escoda (Pratdip, 9 de gener del 1931-Berga, 4 de juny del 2007) va ser germà lasalià.

## Obres
- A quién iremos, Señor, motet
- Comamos todos = Hem menjat, motet
- Como en la luz = Com un captard, motet
- Con tu cuerpo, motet
- Goigs a lloança del santíssim crist Redemptor, que es venera a la seva parròquia de Barcelona, lletra d'Esteve Busquets i Molas
- Hora de amor
- Mis ojos puse en ti, Señor, motet
- Misa Bone Pastor, per a 2 veus iguals i orgue
- Missa en honor de santa Eulàlia: poble, quatre veus mixtes i orgue
- No ploris, no, per a 4 veus mixtes, amb lletra de Jacint Verdaguer
- Sácianos, Señor, motet
- Salve Regina
- Señor, danos el agua viva, motet
- La Suda de Tortosa, poema per a banda
- Veritas mea, motet

### Sardanes
- Agraïment (1997)
- Dòvia (1997)
- Eritrea (1996)
- La font de Romiga (1998)
- Mont-Redó (1995)
- Recordant Montserrat (1963), amb lletra de Lluís Carreras i Sans
- La Rosa (1989)
- Santa Maria (1963)
- Santa Marina de Pratdip (1989)

## Obra
- Antífonas: Benedictus, Magnificat Barcelona: Jaume Sirisi, 1983
- Colección de Sanctus y Agnus Dei Barcelona: Jaume Sirisi, 1969
- Laudes i vespres, any B Barcelona: Jaume Sirisi, 1984
- Laudes i vespres, oficio litúrgico de las Horas: Fiestas de la Virgen y del Señor Barcelona: Jaume Sirisi, 1983. ISBN 9788430093205
- Laudes i vespres, tèrcia: Comú de la Mare de Déu Barcelona: Jaume Sirisi, 1983. ISBN 9788430093212
- Laudes y vísperas Barcelona: Jaume Sirisi, 1983. ISBN 9788430093144
- Oficio litúrgico de las Horas, ciclo A Barcelona: Jaume Sirisi, 1983. ISBN 9788430093151
- Oficio litúrgico de las Horas, ciclo B Barcelona: Jaume Sirisi, 1983. ISBN 9788430093168
- Oficio litúrgico de las Horas, ciclo C Barcelona: Jaume Sirisi, 1983. ISBN 9788430093175
- Oficio litúrgico de las Horas. Adviento, Navidad Barcelona: Jaume Sirisi, 1983. ISBN 9788430093182
- Oficio litúrgico de las Horas. Cuaresma, Pascua Barcelona: Jaume Sirisi, 1983. ISBN 9788430093199
- 3 Quadern de Nadales Barcelona: E.Climent, 1969
- Vespres davant el Santíssim Sagrament: setmana d'oració per la unitat dels cristians, preparació de la festa del Corpus Barcelona: E.Climent, 1974 (edicions catalana i castellana)
- Vida de santa Marina Pratdip: Ajuntament de Pratdip, 1997